# Hierococcyx nisicolor
El cuco silbador (Hierococcyx nisicolor) es una especie de ave cuculiforme de la familia Cuculidae propia de Asia. Anteriormente era considerada una subespecie del cuco huidizo (Hierococcyx fugax) pero en la actualidad es tratada como especie separada.

## Distribución
Se distribuye en el sur de Asia, se reproduce en el sur de China, Bután, el este de Nepal y el extremo noreste de la India y migra a la península Indochina y las islas mayores de la Sonda en invierno.